# Passo de Grimsel

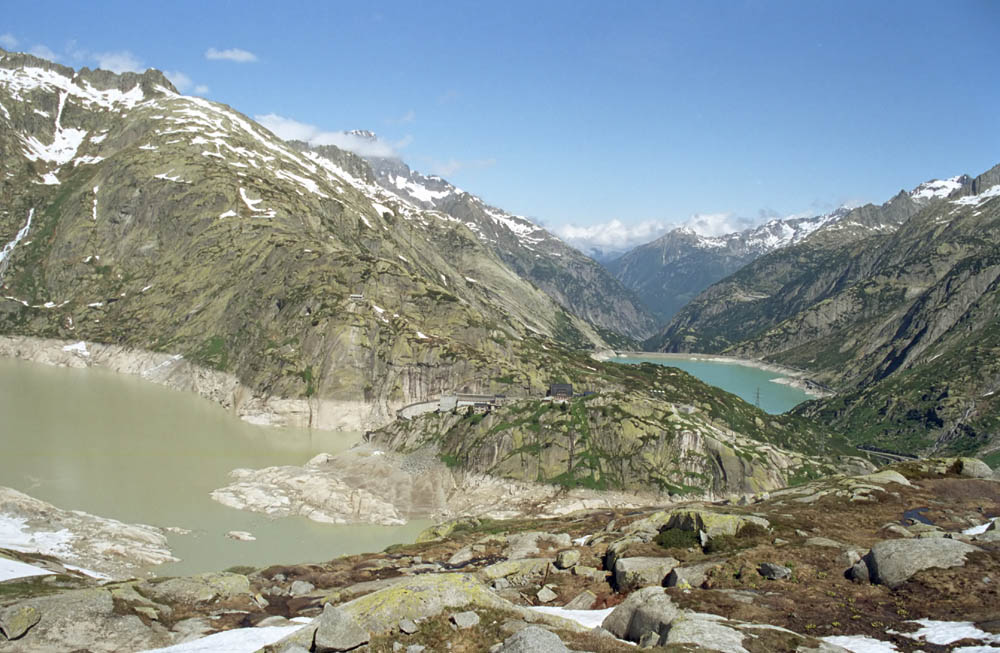

Grimselpass é uma rodovia que atravessa parte dos Alpes Suíços, a 2.165 metros de altura. Construída no ano de 1890, passa próximo também de vários lagos e pelo Grimsel Test Site, local onde são realizados estudos com lixo radioativo.